# امیلی ونکمپ
امیلی ونکمپ (انگلیسی: Emily VanCamp؛ زاده ۱۲ مهٔ ۱۹۸۶) یک هنرپیشه اهل کانادا است. وی از سال ۲۰۰۰ میلادی تاکنون مشغول فعالیت بوده است.
از فیلم‌های معروف او می‌توان به بازی در فیلم بن هور،فالکون و سرباز زمستان،گمشده و شوریدگی، کاپیتان آمریکا: سرباز زمستان، کاپیتان آمریکا: جنگ داخلی، وفاداری از نوع دیگر در نقش شارون کارتر (مأمور ۱۳) و مجموعه تلویزیونی انتقام اشاره کرد.